# Стецюк Яків Нестерович
Я́ків Не́стерович Стецю́к (псевд. С. Яковенко, Я. Ярченко; 9 грудня 1922, Мокре — 15 жовтня 1980, Львів) — український письменник.

## Біографія
Народився 9 грудня 1922 в селі Мокре Баранівського району. Навчався в Житомирському педагогічному університеті. Після війни працював секретарем, а пізніше інструктором Івано-франківського райкому комсомолу. Був завідувачем відділу культури газети «Прикарпатська правда». Пізніше перебрався до Львова, де працював редактором журналу «Жовтень». Від 1965 року протягом кількох років був відповідальним секретарем львівського відділення спілки письменників. Помер 15 жовтня 1980 у Львові. Похований на Личаківському цвинтарі, поле № 71.

## Твори
Збірки оповідань:

«Краса життя» (1952),

«Дружина» (1957),

«Над Черемошем» (1961) та ін.;

повісті:

«Тобі одній» (1958),

«Серце не вмирає» (1960),

«Гірськими стежками» (1962),

«Вірю» (1974) й ін.;

романи:

«Совість» (1964),

«Зелений кут» (1965),

«Майдан» (1970),

історичні повісті:

«Гонта» (1969),

«Іван Підкова» (1971).